# Bikurové
Bikurové jsou fiktivní domorodý kmen z Kantosu Hyperionu. Objevil a zmapoval je otec Paul Duré, který se je neúspěšně pokoušel obrátit na křesťanství.
Bikurové žijí v 28. století na planetě Hyperion, daleko od civilizace, ve vesnici na okraji skalní propasti, která se rozkládá v hlubokých lesích teslovníků. Je jich sedmdesát (sami sebe popisují jako Třikrát dvacet a deset) a tvoří potomky původní posádky kolonizační lodi, která zde přistála v prvních fázích osídlování planety. Nejsou inteligentní, každý den scházejí na dno propasti pro vodu a potom opět šplhají po skalách do vesnice zpátky. Jsou bezpohlavní, a velmi stydliví. Disponují však nesmrtelností, kterou jim zajišťuje parazit zvaný Kruciform. Vždy, pokud někdo z nich zemře, donesou ostatní tělo do chrámu na dně propasti a počkají den; do té doby kruciform mrtvého oživí. Daní za toto oživení je postupná ztráta inteligence a pohlavní příslušnosti.
Úkol, kteří plnili Bikurové v celém příběhu Hyperionského kantosu byl ten, že pomohli Technojádru otestovat technologii znovuzrození ještě předtím, než se zhroutila Hegemonie Člověka a moc získal Pax. Ten potom používal kruciformy jako prostředek šíření víry i moci.